# Annihilation (cómic)
Annihilation fue una historia crossover publicada por Marvel Comics, resaltando a varios personajes del Universo Marvel relacionados con el espacio exterior. La miniserie central fue escrita por Keith Giffen, junto al editor Andy Schmidt.

## Publicación
Un número one-shot de 48 páginas, Annihilation: Prologue, fue publicado el 15 de marzo de 2006. Le siguieron cuatro miniseries de cuatro números: Silver Surfer (1 de abril de 2006), Super-Skrull (12 de abril de 2006), Nova (19 de abril de 2006), y Ronan (26 de abril de 2006). Annihilation fue publicado como una miniserie de seis números, comenzando en agosto de 2006. Le siguieron dos números de Annihilation: Heralds of Galactus y un nuevo volumen de Nova.
Aunque no fueron publicados con el lema de Annihilation, Drax the Destroyer: Earth Fall #1-4 (septiembre de 2005) y Thanos #7-12 (2004) fueron preludios para el evento.

## Resumen

### Thanos

Thanos visita la prisión intergaláctica de Kyln. Con la ayuda de Star-Lord, él derrota al Todopoderoso. Thanos también se hace amigo de Skreet, un ácaro del caos, y esclaviza a un ex-Heraldo de Galactus, el Caído. 

### Drax the Destroyer: Earth Fall
Drax the Destroyer se encuentra en una nave de transporte de la prisión, la cual se estrella en Alaska. Él se hace amigo de una joven llamada Cammi, y protege a los locales de los Hermanos de Sangre, Lunatik y Paibok. Durante la batalla, Drax adquiere un nuevo cuerpo. Una segunda nave de la prisión llega y arresta tanto a Drax como a Cammi.

### Annihilation: Prologue
La Ola de Aniquilación, una gran flota de naves de guerra bajo el control de Annihilus, entra en este universo a través de la Crisis, la zona del espacio donde la Zona Negativa y el Universo se encuentran. La prisión Kyln, así como varios otros sistemas estelares vecinos rápidamente son anexados. Los Nova Corps, una fuerza policial intergaláctica, llamada inmediatamente a todos los Centuriones Nova para una conferencia de alto nivel en Xandar, el mundo natal de los Nova Corps. Durante la conferencia, la Ola de Aniquilación invade y destruye el planeta, incluyendo a todos los miembros de los Nova Corps, con la excepción de Richard Rider, un solitario miembro humano de los Nova Corps. Después de haber sido entregados también en Xandar antes del ataque, Drax y Cammi también sobreviven a la embestida de la Ola de Aniquilación.
Mientras tanto, Ronan, Acusador Supremo del Imperio Kree, es arrestado por traición. El Super-Skrull se entera de que la Ola de Aniquilación se dirige al Imperio Skrull, mientras que Silver Surfer decide investigar.

### Annihilation: Nova
Tras la caída de Xandar, Richard Rider, el único sobreviviente de los Nova Corps le permite a Worldmind, la inteligencia artificial compilada de los eones del conocimiento y la experiencias de la raza Xandariana entera, así como el depositario de la Fuerza Nova, el poder cósmico utilizado por todos los Nova Corps, descargarse a sí mismo totalmente en su mente y cuerpo con el fin de evitar que se pierda en el universo.
Con todo el conocimiento y las experiencias de la cultura Xandariana, así como el poder de la Fuerza Nova a su disposición, Richard Rider se convierte en Nova Prime. Para compensar esta actualización, Worldmind crea un nuevo uniforme diseñado para ayudarlo a regular el inmenso poder de la Fuerza Nova, así como para aumentar la capacidad mental y emocional de Nova Prime para prevenir que Richard Rider se vuelva loco.
Nova Prime, junto a Drax y Cammi, dejan lo que queda de Xandar y se dirigen al siguiente sistema estelar, y una vez ahí, ellos se encuentran con Quasar, portador de la banda Cuánticas, ayudando en el éxodo de una de los planetas de su sistema estelar. La Ola de Aniquilación llega, y Nova y Quasar atacan con el fin de darle suficiente tiempo al éxodo para tener éxito. En la batalla resultante, Quasar es consumido por Annihilus, quien ahora maneja las Bandas Cuánticas.

### Annihilation: Silver Surfer
Annihilus envía a los Buscadores, liderados por Ravenous, para capturar seres imbuidos con Poder Cósmico. Mientras los evitaba, Silver Surfer une fuerzas con otros ex-Heraldos de Galactus, Firelord y Air-Walker. Air-Walker es asesinado, y los Buscadores capturan a Terrax y a Morg en compromisos individuales. Para proteger a los Buscadores de Galactus, Surfer reemplaza a Stardust como su heraldo. Stardust, Firelord y Red Shift se unen a la Frente Unida contra la Ola de Aniquilación.
Galactus revela que la destrucción de Kyln provocada por la Ola de Aniquilación pudo haber liberado a dos Dioses Proemiales, Tenebrous y Aegis, a quienes él encarceló cuando "el universo era muy joven". Thanos, guiado por Skreet y la Muerte, se alía con Annihilus. Thanos también desea formar una alianza con Tenebrous y Aegis. Antes de que accedieran con él, ellos matan al Caído.

### Annihilation: Super Skrull
Una vez que la Ola de Aniquilación llega al Imperio Skrull, ésta comienza utilizando un arma conocida como la Cosechadora de los Dolores, una enorme nave que convierte planetas enteros en combustible para la armada. Al enterarse de que el planeta en el que su hijo vive se encuentra en el camino de la Ola de Aniquilación, Kl´rt el Súper-Skrull y un joven ingeniero Skrull, R'Kin, viajan a la Zona Negativa para encontrar una manera de detener a la Cosechadora. Kl´rt localiza a Hawal, el director de una prisión planetaria y diseñador de la Cosechadora. Usando la tortura, Kl´rt obliga a Hawal a diseñar un virus que pueda destruir a la Cosechadora. Él también une a los prisioneros del planeta para convertirlos en un ejército.
Cuando Kl´rt lleva a su ejército al Imperio Skrull para atacar a la Cosechadora, R'Kin lo traiciona. Kl´rt logra escapar y destruir a la Cosechadora, pero no antes de que su hijo fuera consumido por ella. Kl´rt aparentemente muere en el proceso.

### Annihilation: Ronan
Al huir de las autoridades Kree desde su juicio, Ronan el Acusador busca a Tana Nile, una testigo que falsamente lo acusó de traición. Ronan aterriza en Godthab Omega, donde encuentra un campamento de Kree exiliados, incluyendo a su viejo amigo Korath, y se entera de que Tana Nile se ha unido a las Gracias, un grupo de poderosas mujeres cósmicas lideradas por Gamora. Después de derrotar a Nébula y a Stellaris, Ronan termina en una batalla contra Gamora, quien ahora posee el poder cósmico. Sin embargo, realmente el conflicto, como varios otros, son causados por la manipulación de Glorian, quien está usando la energía de las batallas para reformar al mundo.
Justo cuando el plan de Glorian se acerca a su final, la Ola de Aniquilación ataca a Godthab Omega. Ronan, Korath, Gamora y Glorian luchan contra las fuerzas de Annihilus. Tana Nile muere, impidiendo que Ronan demostrara su inocencia. Sin desanimarse, Ronan decide volver a los Kree, violando su exilio para advertir a su raza del peligro que se avecina.

### Annihilation
205 días después del Día de Aniquilación, Richard Rider ha formado un ejército, la Frente Unida, para oponerse a la Ola de Aniquilación. Su ejército terrestre incluye a Drax, Gamora, Ronan el Acusador, y a Peter Quill, mientras que sus fuerzas espaciales incluyen principalmente a Firelord, Red Shift y Stardust. Ellos capturan a una de las reinas de Annihilus, quien revela que Thanos, Tenebrous y Aegis han atacado e incapacitado a Galactus y a Silver Surfer. Creyendo que el Poder Cósmico está dentro de su alcance, Annihilus ordena a sus tropas que asesinen a los restantes ex-Heraldos de Galactus.
Thanos secuestra a Dragón Lunar y le dice a Drax vía Phyla-Vell que será asesinada si Drax lo persigue. Ravenous lidera un ataque contra el Frente Unido y tiene a muchos de los antiguos aliados de Nova en su esclava, incluyendo a Terrax. Durante el conflicto, un enorme conjunto de energía restaura al fallecido Kl'rt el Súper-Skrull a su máximo poder. Las tropas de Ravenous se retiran a la llegada de la nave de Annihilus. Con la ayuda de Thanos, Annihilus ha convertido a un encarcelado Galactus en un arma. La Frente Unida está rota y derrotada. Tras la batalla, Nova emite una advertencia a los héroes de la Tierra sobre la cercana Ola de Aniquilación. Drax se queda atrás para cazar y asesinar a Thanos.
Thanos se había aliado con Annihilus por curiosidad. Cuando él se entera de que el plan de Annihilus es extinguir toda vida en el universo, Thanos planea liberarlo con la liberación de Galactus. Justo antes de que pueda hacerlo, Drax aparece y lo mata. A continuación, Drax y Dragón Lunar liberan a Silver Surfer, quien a su vez lidera a Galactus.
Al mismo tiempo, Ronan el Acusador y un pequeño grupo de aliados (incluyendo el enemigo jurado de Ronan, el Súper-Skrull) llegan al planeta natal de los gobernantes Kree, House Fiyero. Ronan se entera de que los miembros de House Fiyero se habían aliado con Ravenous y Annihilus. Ronan asesina a sus miembros y el pueblo lo nombra como el nuevo emperador.
Galactus procede a desatar un rayo omnidireccional masivo que luego pasa a ser conocido como el "evento Galactus". Silver Surfer es enviado delante del rayo para anunciar la inminente destrucción, ya que el desato "perímetro destructivo de Galactus" borra a la mayoría de la Ola de Aniquilación, más de tres sistemas estelares, e incluso vaporiza a un Vigilante.
Nova, Peter Quill y Phyla-Vell habían sido teletransportados cerca de la nave de Annihilus y se preparan para hacer el último salto cuando llegue la ola de energía de Galactus. Annihilus, dándose cuenta de que ha sido traicionado por Thanos y deshecho por Galactus, utiliza las Bandas Cuánticas de Quasar para protegerse de la explosión de energía. Nova lucha contra Annihilus, pero no es capaz de vencerlo hasta que Phyla logra quitarle las Bandas Cuánticas a Annihilus. Nova mata al debilitado villano.
Se firma un tratado entre los restos de la Ola de Aniquilación y los Kree, cediendo algunos territorios Kree a Ravenous. Esto pone fin a las evidentes hostilidades, a pesar de que ambos bandos no están contentos.
- Datos: Q3618106